# Erik Brandt (redaktör)
Erik Emil Brandt, född 17 april 1904 i Adolf Fredriks församling i Stockholm, död 18 maj 1977 i Heliga Trefaldighets församling i Gävle, var en svensk tidningsman och författare, verksam bland annat som chefredaktör för Sörmlandsposten, Gefle Dagblad och Grönköpings Veckoblad.

## Biografi
Brandt studerade vid Sigtuna folkhögskola 1922–1923 och 1925–1926. Han arbetade som journalist i Bärgslagsbladet i Köping 1923–1930, Katrineholms-Kuriren 1930–1941 och Eskilstuna-Kuriren 1941–1946. Han blev sedan 1946 redaktör och ansvarig utgivare av Sörmlandsposten i Eskilstuna fram till nedläggningen året efter. Från 1948 var han anställd vid Gefle Dagblad, först som politisk redaktör och sedan 1951–1968 som huvudredaktör och ansvarig utgivare.
Från 1936 medarbetade han i Söndagsnisse-Strix och Grönköpings Veckoblad och var sedan efter pensioneringen från Gefle Dagblad chefredaktör för Grönköpings Veckoblad 1968–1977. Han blev 1970 hedersledamot vid Gästrike-Hälsinge nation i Uppsala.
Brandt står som skapare av Grönköpings lokale riksdagsman Jonas Krökén i Kröken, som representerade Bondeförbundet, senare Centerpartiet, och vars brev från riksdagen han skrev, samlade och utgav. Brandt var själv politiskt aktiv i Folkpartiet.
Brandts roman från 1951, När skönheten kom till byn, utspelar sig i en stad med stora likheter med Katrineholm och har betecknats som en nyckelroman.

### Redaktör
- Grönköping : liv och leverne 1970 / utg.: Erik Brandt. En PAN-bok, 99-0104304-2. Stockholm: PAN/Norstedt. 1970. Libris 912814
- Grönköpings veckoblad : organ för Grönköping med omnejd. Stockholm: Grönköpings veckoblad. 1968:9-1977:5. Libris 3413174